# 마오 공항
마오 공항(아랍어: مطار ماو, 영어: Mao Airport)은 차드의 마오에 위치한 공항이다.